# 螺旋

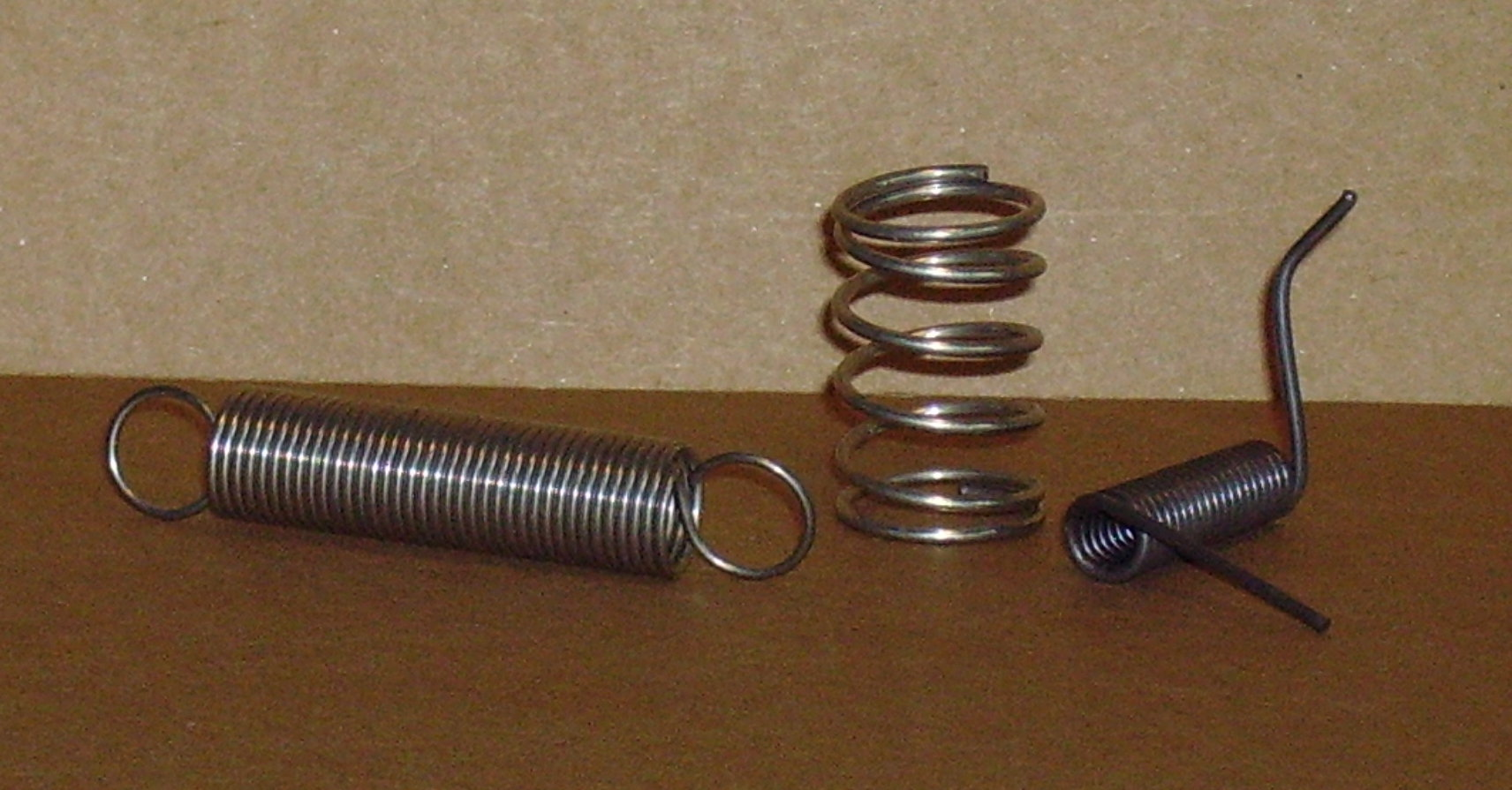
（lr）拉伸、压缩和扭转螺旋弹簧

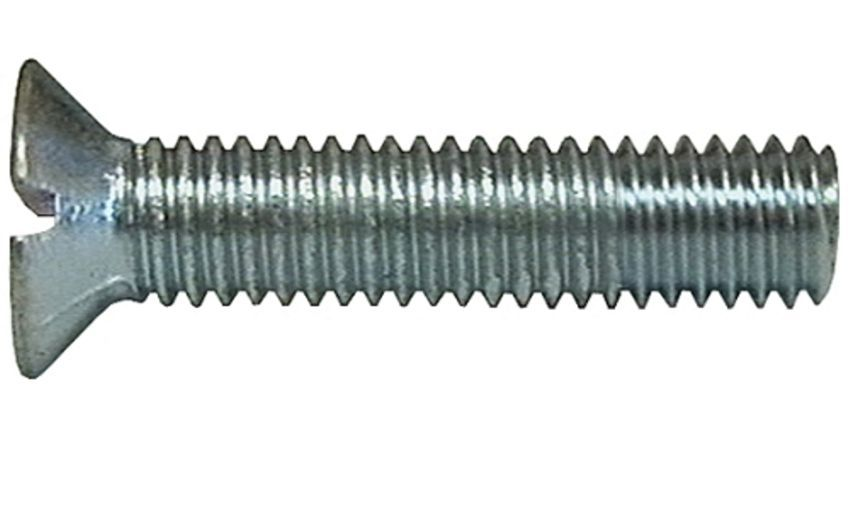
机械螺钉

右手螺旋(cos t, sin t, t)其中0 ≤ t ≤ 4π ，箭头表示t增加的方向

螺旋/ˈhiːlɪks/pl. 螺旋是 一种 类似 圆柱形螺旋 弹簧或机器 螺丝螺纹 的 形状 .它是一种光滑的空间曲线，其切线与固定轴成恒定角度。螺旋在生物学中非常重要，因为DNA分子由两个相互缠绕的螺旋组成，并且许多蛋白质具有螺旋状的亚结构，称为α 螺旋。螺旋这个词来自希腊语 ，“扭曲的，弯曲的”。  “填充”的螺旋线，例如“螺旋形”（螺旋状）坡道，是一种称为螺旋面的表面。 

## 属性和类型
螺旋的螺距是螺旋旋转一圈后的高度，沿螺旋轴平行测量。
双螺旋由两个（通常全等的）螺旋组成，它们具有相同的轴，不同的是沿轴的平移。 
圆形螺旋（即半径恒定的螺旋）具有恒定的带曲率和恒定的挠率。圆形螺旋的斜率通常定义为其螺旋所绕的圆柱体的周长与其螺距（一个完整螺旋圈的高度）的比率。
圆锥螺旋线，也称为圆锥螺线，可以定义为圆锥表面上的螺旋线，其到顶点的距离是从轴指示方向的角度的指数函数。
如果一条曲线的切线与空间中一条固定的线构成一个恒定的角度，则该曲线称为一般螺旋线或圆柱螺旋线当且仅当曲率与挠率之比为常数时，曲线才是一般螺旋线。 
如果一条曲线的主法线与空间中的一条固定线形成一个恒定的角度，那么该曲线被称为斜螺旋。 它可以通过对一般螺旋的移动框架应用变换来构造。 
有关更一般的螺旋状空间曲线，请参见空间螺旋；例如球形螺旋。

### 手性
螺旋可以是右旋的，也可以是左旋的。视线沿着螺旋轴，如果顺时针旋转使螺旋远离观察者，则称为右旋螺旋；如果朝向观察者，则称为左旋螺旋。旋向性（或手性）是螺旋的一种属性，而不是透视的属性：除非在镜子中观察，否则右旋螺旋不能变成左旋螺旋，反之亦然。

两种螺旋类型的比较。这显示了螺旋的两种手性。一个是左撇子，另一个是右撇子。每一行从不同的角度比较两个螺旋。手性是物体的属性，而不是透视（视角）的属性

## 数学描述

由正弦x和y分量组成的螺旋

在数学中，螺旋是三维空间中的曲线。以下笛卡尔坐标系中的参数化定义了一个特定的螺旋； 也许最简单的方程是
{\displaystyle {\begin{aligned}x(t)&=\cos(t),\\y(t)&=\sin(t),\\z(t)&=t.\end{aligned}}}
随着参数t的增加，点{\displaystyle (x(t),y(t),z(t))}在右手坐标系中，绕z轴描绘螺距为2π （或斜率为 1）、半径为 1 的右手螺旋线。
{\displaystyle {\begin{aligned}r(t)&=1,\\\theta (t)&=t,\\h(t)&=t.\end{aligned}}}
半径为a且斜率为 的圆形螺旋
{\displaystyle {\begin{aligned}x(t)&=a\cos(t),\\y(t)&=a\sin(t),\\z(t)&=bt.\end{aligned}}}
数学上构建螺旋的另一种方法是将复值函数exi绘制为实数x的函数（参见欧拉公式）。 x的值以及函数值的实部和虚部赋予该图三个实维。
除了旋转、平移和比例变化外，所有右手螺旋都等同于上面定义的螺旋。等效的左手螺旋可以通过多种方式构造，最简单的方法是否定x ， y或z分量中的任意一个。

### 弧长、曲率和挠率
一个半径为 a>0、斜率为 a/b（或螺距为 2πb）的圆柱螺旋线，用笛卡尔坐标表示其参数方程如下：
{\displaystyle t\mapsto (a\cos t,a\sin t,bt),t\in [0,T]}
弧长为
{\displaystyle A=T\cdot {\sqrt {a^{2}+b^{2}}},}
曲率为
{\displaystyle {\frac {a}{a^{2}+b^{2}}},}
挠率
{\displaystyle {\frac {b}{a^{2}+b^{2}}}.}
螺旋具有恒定的非零曲率和挠率。
螺旋是向量值函数
{\displaystyle {\begin{aligned}\mathbf {r} &=a\cos t\mathbf {i} +a\sin t\mathbf {j} +bt\mathbf {k} \\[6px]\mathbf {v} &=-a\sin t\mathbf {i} +a\cos t\mathbf {j} +b\mathbf {k} \\[6px]\mathbf {a} &=-a\cos t\mathbf {i} -a\sin t\mathbf {j} +0\mathbf {k} \\[6px]|\mathbf {v} |&={\sqrt {(-a\sin t)^{2}+(a\cos t)^{2}+b^{2}}}={\sqrt {a^{2}+b^{2}}}\\[6px]|\mathbf {a} |&={\sqrt {(-a\sin t)^{2}+(a\cos t)^{2}}}=a\\[6px]s(t)&=\int _{0}^{t}{\sqrt {a^{2}+b^{2}}}d\tau ={\sqrt {a^{2}+b^{2}}}t\end{aligned}}}
因此，螺旋线可以重新参数化为s的函数，该函数必须是单位速度：
{\displaystyle \mathbf {r} (s)=a\cos {\frac {s}{\sqrt {a^{2}+b^{2}}}}\mathbf {i} +a\sin {\frac {s}{\sqrt {a^{2}+b^{2}}}}\mathbf {j} +{\frac {bs}{\sqrt {a^{2}+b^{2}}}}\mathbf {k} }
单位切向量是
{\displaystyle {\frac {d\mathbf {r} }{ds}}=\mathbf {T} ={\frac {-a}{\sqrt {a^{2}+b^{2}}}}\sin {\frac {s}{\sqrt {a^{2}+b^{2}}}}\mathbf {i} +{\frac {a}{\sqrt {a^{2}+b^{2}}}}\cos {\frac {s}{\sqrt {a^{2}+b^{2}}}}\mathbf {j} +{\frac {b}{\sqrt {a^{2}+b^{2}}}}\mathbf {k} }
法向量是
{\displaystyle {\frac {d\mathbf {T} }{ds}}=\kappa \mathbf {N} ={\frac {-a}{a^{2}+b^{2}}}\cos {\frac {s}{\sqrt {a^{2}+b^{2}}}}\mathbf {i} +{\frac {-a}{a^{2}+b^{2}}}\sin {\frac {s}{\sqrt {a^{2}+b^{2}}}}\mathbf {j} +0\mathbf {k} }
其曲率为
{\displaystyle \kappa =\left|{\frac {d\mathbf {T} }{ds}}\right|={\frac {a}{a^{2}+b^{2}}}} 。
单位法向量是
{\displaystyle \mathbf {N} =-\cos {\frac {s}{\sqrt {a^{2}+b^{2}}}}\mathbf {i} -\sin {\frac {s}{\sqrt {a^{2}+b^{2}}}}\mathbf {j} +0\mathbf {k} }
副法线向量是
{\displaystyle {\begin{aligned}\mathbf {B} =\mathbf {T} \times \mathbf {N} &={\frac {1}{\sqrt {a^{2}+b^{2}}}}\left(b\sin {\frac {s}{\sqrt {a^{2}+b^{2}}}}\mathbf {i} -b\cos {\frac {s}{\sqrt {a^{2}+b^{2}}}}\mathbf {j} +a\mathbf {k} \right)\\[12px]{\frac {d\mathbf {B} }{ds}}&={\frac {1}{a^{2}+b^{2}}}\left(b\cos {\frac {s}{\sqrt {a^{2}+b^{2}}}}\mathbf {i} +b\sin {\frac {s}{\sqrt {a^{2}+b^{2}}}}\mathbf {j} +0\mathbf {k} \right)\end{aligned}}}
它的挠率是{\displaystyle \tau =\left|{\frac {d\mathbf {B} }{ds}}\right|={\frac {b}{a^{2}+b^{2}}}.}

## 示例
分子生物学中双螺旋的一个例子是核酸双螺旋。
圆锥螺旋的一个例子是雪松点(Cedar Point)游乐园的螺旋过山车。
自然界中发现的一些曲线由多个不同旋向的螺旋组成，这些螺旋通过称为卷须变位的转变连接在一起。
大多数硬件螺纹都是右旋螺旋。生物学中的 α 螺旋以及 DNA 的A型和B型也是右手螺旋。 DNA 的Z 型是左旋的。
在音乐中，音高空间通常用螺旋或双螺旋来建模，通常从圆圈延伸出来，例如五度圈，以表示八度等效。

在航空领域，几何螺距是指飞机螺旋桨元件沿螺旋线移动一周后前进的距离，该螺旋线的夹角等于元件弦长与垂直于螺旋桨轴的平面之间的夹角；另请参阅：螺距角（航空） 。

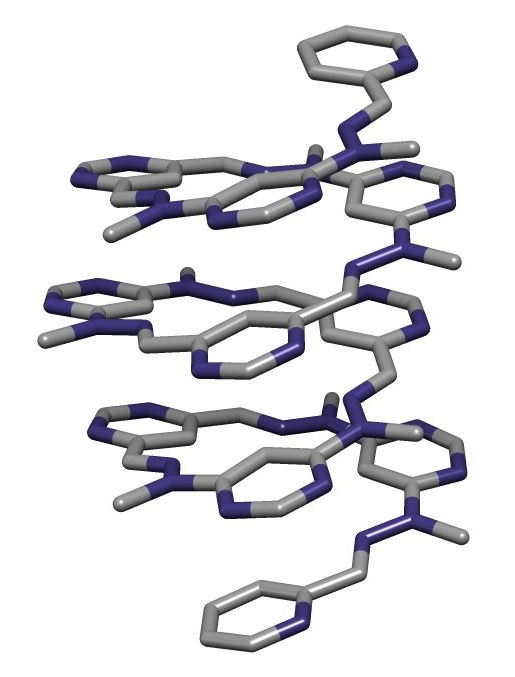
Lehn等人报道的折叠分子螺旋的晶体结构
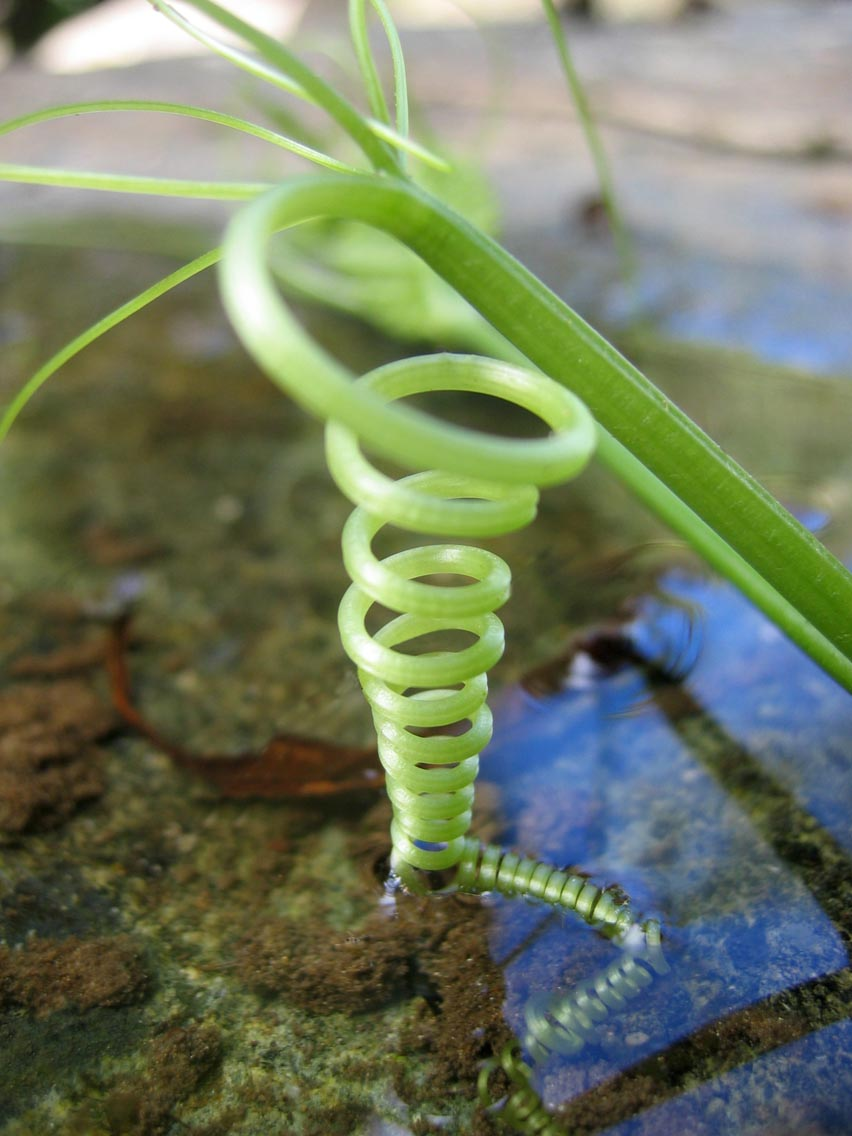
攀缘植物形成的天然左手螺旋
带电粒子在均匀磁场中沿螺旋路径运动
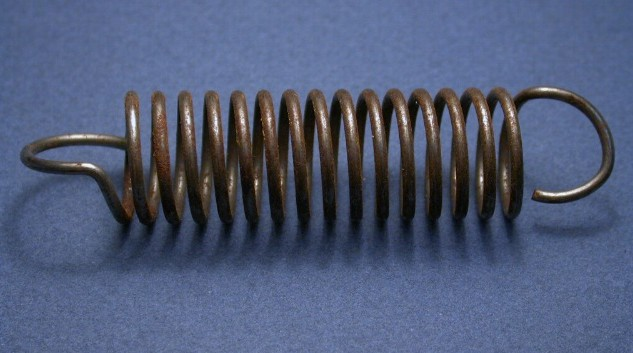
螺旋弹簧